# Tmarus morosus
Tmarus morosus là một loài nhện trong họ Thomisidae.
Loài này thuộc chi Tmarus. Tmarus morosus được Arthur Merton Chickering miêu tả năm 1950.